# (19640) Ethanroth
(19640) Ethanroth (1999 RP89) – planetoida z pasa głównego asteroid okrążająca Słońce w ciągu 4,59 lat w średniej odległości 2,76 j.a. Odkryta 7 września 1999 roku.